# Stenideopsis madagascariensis
Stenideopsis madagascariensis là một loài bọ cánh cứng trong họ Cerambycidae.